# Tim Alexander (Spezialeffektkünstler)
Tim Alexander (geb. vor 1993) ist ein VFX Supervisor, der 2014 mit Lone Ranger für den Oscar in der Kategorie Beste visuelle Effekte nominiert war.

## Leben
Er studierte Elektrotechnik, Theaterbeleuchtung und Bühnenbild an der Cornell-Universität. Im Sommer 1992 machte er ein Praktikum bei der Spezialeffektabteilung von Disney’s Buena Vista. Ab 1993, nach seinem Abschluss, arbeitete er dort an Filmen wie Operation Dumbo, Das Phantom und James und der Riesenpfirsich.
1996 wechselte er zu Industrial Light & Magic, wo er als ersten Film an Star Trek: Der erste Kontakt arbeitete. In den folgenden Jahren folgten Filme wie Contact, Star Wars: Episode I – Die dunkle Bedrohung und Harry Potter und der Feuerkelch. 2014 wurde er zusammen mit Gary Brozenich, Edson Williams und John Frazier für den Film Lone Ranger für den Oscar in der Kategorie Beste visuelle Effekte nominiert.

## Filmografie (Spezialeffekte)
- 1995: Operation Dumbo (Operation Dumbo Drop)
- 1996: Das Phantom (The Phantom)
- 1996: James und der Riesenpfirsich (James and the Giant Peach)
- 1996: Star Trek: Der erste Kontakt (Star Trek: First Contact)
- 1997: Contact
- 1997: Titanic
- 1997: Vergessene Welt: Jurassic Park (The Lost World: Jurassic Park)
- 1998: Octalus – Der Tod aus der Tiefe (Deep Rising)
- 1999: Deep Blue Sea
- 1999: Star Wars: Episode I – Die dunkle Bedrohung (Star Wars: Episode I – The Phantom Menace)
- 2000: Der Sturm (The Perfect Storm)
- 2002: Punch-Drunk Love
- 2003: Die Liga der außergewöhnlichen Gentlemen (The League of Extraordinary Gentlemen)
- 2003: Dreamcatcher
- 2004: Hidalgo – 3000 Meilen zum Ruhm (Hidalgo)
- 2004: Sky Captain and the World of Tomorrow
- 2004: The Village – Das Dorf (The Village)
- 2005: Harry Potter und der Feuerkelch (Harry Potter and the Goblet of Fire)
- 2007: Harry Potter und der Orden des Phönix (Harry Potter and the Order of the Phoenix)
- 2008: Die Geheimnisse der Spiderwicks (The Spiderwick Chronicles)
- 2009: Harry Potter und der Halbblutprinz (Harry Potter and the Half-Blood Prince)
- 2011: Rango
- 2011: Super 8
- 2013: Lone Ranger (The Lone Ranger)